# Afrosternophorus fallax
Espèce
Afrosternophorus fallax est une espèce de pseudoscorpions de la famille des Sternophoridae.

## Distribution
Cette espèce est endémique du Viêt Nam.

## Description
Les mâles mesurent de 1,5 à 1,7 mm et la femelle 1,9 mm.

## Publication originale
- Harvey, 1985 : The systematics of the family Sternophoridae (Pseudoscorpionida). Journal of Arachnology, vol. 13, no 2, p. 141-209 (texte intégral).